# Desmoscolex decraemerae
Desmoscolex decraemerae is een rondwormensoort uit de familie van de Desmoscolecidae. De wetenschappelijke naam van de soort is voor het eerst geldig gepubliceerd in 1989 door Soetaert.